# یابلانیتسا
یابلانیتسا شهری در استان لووچ کشور بلغارستان است که جمعیت آن در سال ۲۰۰۱ میلادی ۳٬۰۸۰ نفر بوده‌است.

## نگارخانه

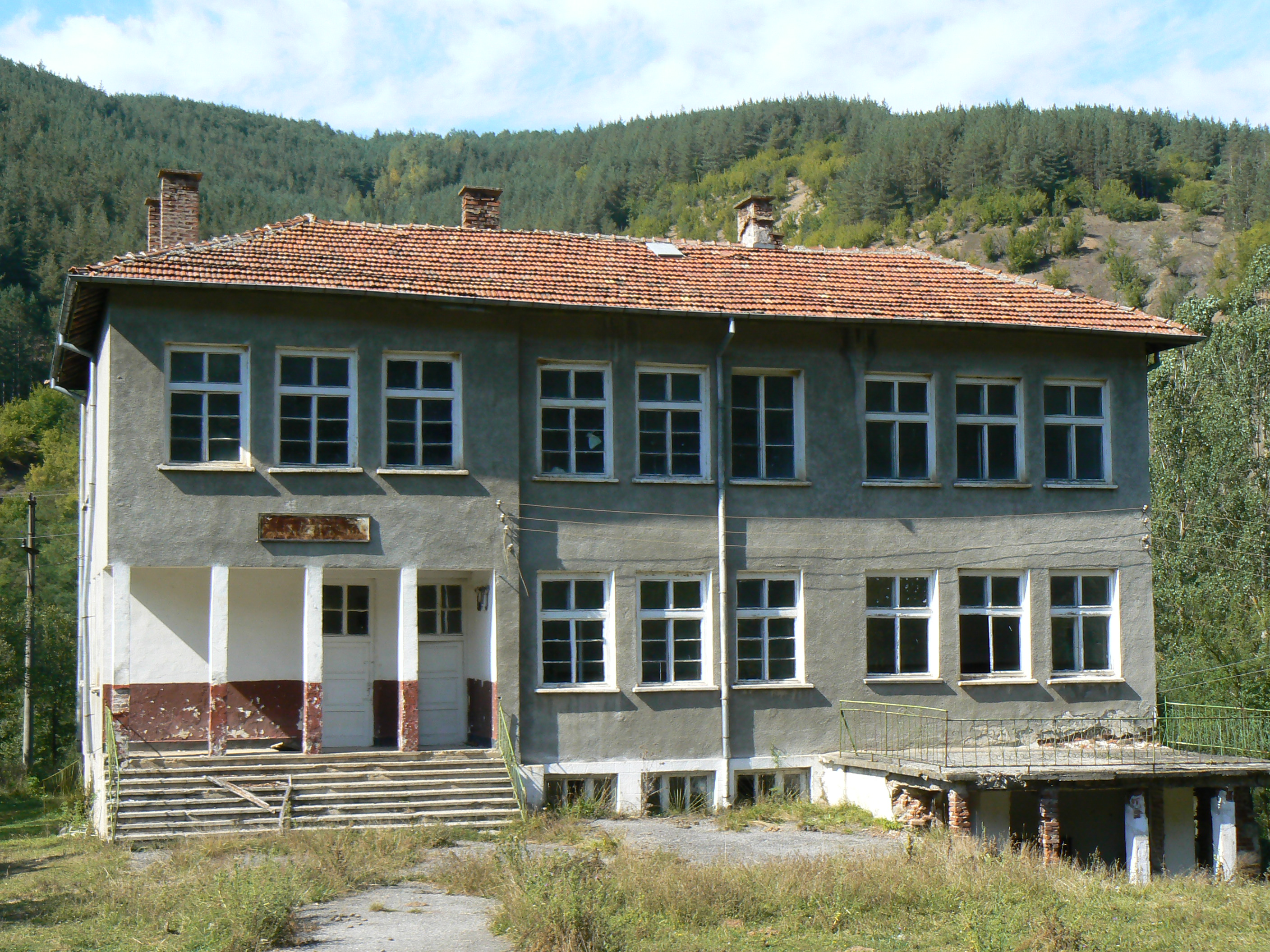
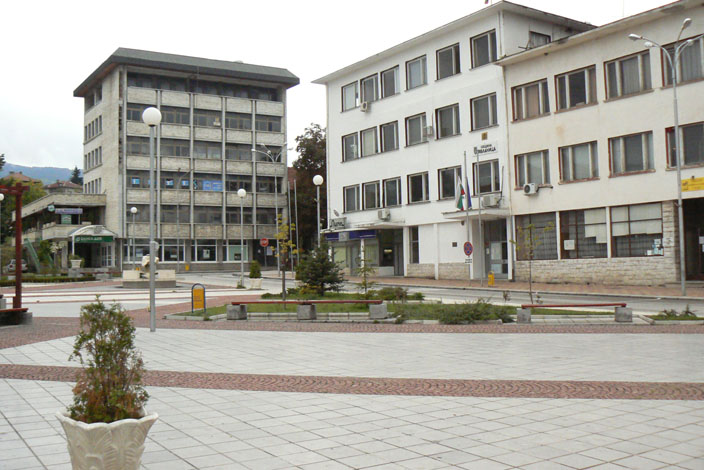